# I. e. 390
Évszázadok: i. e. 5. század – i. e. 4. század – i. e. 3. század
Évtizedek: i. e. 440-es évek – i. e. 430-as évek – i. e. 420-as évek – i. e. 410-es évek – i. e. 400-as évek – i. e. 390-es évek – i. e. 380-as évek – i. e. 370-es évek – i. e. 360-as évek – i. e. 350-es évek – i. e. 340-es évek
Évek: i. e. 395 – i. e. 394 – i. e. 393 – i. e. 392 –  i. e. 391 – i. e. 390 – i. e. 389 – i. e. 388 – i. e. 387 – i. e. 386 – i. e. 385

## Események

### Itália
- Július 18. - A Brennus vezette gall sereg az alliai csatában legyőzi a rómaiakat. A gallok a Capitolium fellegvára kivételével egész Rómát elfoglalják. Az ostromlottak a város elpusztítását megelőzendő, ezer font (329 kg) aranyat fizetnek hadisarcként.
- Rómában consuli jogkörű katonai tribunusok: Quintus Fabius Ambustus, Kaeso Fabius Ambustus, Numerius Fabius Ambustus, Quintus Sulpicius Longus, Quintus Servilius Fidenas és Publius Cornelius Maluginensis.

### Egyiptom
- Hakórisz egyiptomi fáraó hármas szövetséget köt a ciprusi Eugorasszal és Athénnal.

## Kultúra
- Epidauroszban felépül Aszklépiosz temploma.

## Születések
- Hüpereidész, athéni szónok és politikus (hozzávetőleges időpont)

## Halálozások
- Andokidész, athéni szónok és politikus

## Fordítás
- Ez a szócikk részben vagy egészben  a(z)   390 BC című angol Wikipédia-szócikk ezen változatának fordításán alapul.  Az eredeti cikk szerkesztőit annak laptörténete sorolja fel. Ez a jelzés csupán a megfogalmazás eredetét és a szerzői jogokat jelzi, nem szolgál a cikkben szereplő információk forrásmegjelöléseként.